# Zlín Z-XIII
De Zlín Z-XIII (ook bekend als: Zlín XIII) is een Tsjechoslowaakse laagdekker-race- en verbindingsvliegtuig gebouwd door Moravan in de tijd dat het nog Zlínská letecká akciová společnost heette. De Z-XIII is ontworpen door Jaroslav Lonek. De eerste vlucht vond plaats in het jaar 1937. Er is slechts één prototype gebouwd. De Z-XIII bezit een goede aerodynamische vorm en is volledig uit hout gebouwd. De Z-XIII hangt in het Tsjechisch Techniekmuseum, het Národní Technické Muzeum in Letná, een Praagse wijk.

## Specificaties
- Bemanning: 1, de piloot
- Lengte: 6,81 m
- Spanwijdte: 7,00 m
- Hoogte: 1,80 m
- Vleugeloppervlak: 7,0 m2
- Leeggewicht: 460 kg
- Startgewicht: 635 kg
- Motor: 1× een luchtgekoelde Walter Major 4, 96 kW (115 pk)
- Maximumsnelheid: 350 km/h
- Kruissnelheid: 280 km/h
- Vliegbereik: 700 km
- Plafond: 6 000 m